# Florian Scheiber
Florian Scheiber (* 17. Mai 1987 in Innsbruck) ist ein ehemaliger österreichischer Skirennläufer und heutiger Trainer. Er gewann in den Saisons 2008/09 und 2011/12 die Gesamtwertung des Europacups und wurde 2008 österreichischer Meister im Super-G.

## Biografie
Scheiber fährt für den Skiclub Sölden-Hochsölden, besuchte die Skihandelsschule Stams und ist Angehöriger des Heeresleistungssportzentrums Innsbruck. Im April 2002 gewann er den Riesenslalom des Whistler Cups. Sein erstes FIS-Rennen bestritt er im Dezember 2002, der erste Sieg gelang ihm in der Super-Kombination von Saalbach-Hinterglemm am 2. April 2007. Im Europacup war Scheiber erstmals im Jänner 2005 am Start, einen Monat später gewann er bei den Juniorenweltmeisterschaften 2005 im italienischen Bardonecchia die Silbermedaille im Riesenslalom und die Bronzemedaille in der Kombinationswertung.
In der Europacupsaison 2007/08 erreichte Scheiber mit einem Sieg und neun weiteren Platzierungen unter den besten Zehn den dritten Platz in der Gesamtwertung, im März 2008 wurde er zeitgleich mit Rainer Schönfelder österreichischer Meister im Super-G. In der Saison 2008/09 holte er im Super-G einen Sieg (zeitgleich mit Petr Záhrobský) und drei weitere Podestplätze und belegte damit in der Super-G-Endwertung hinter Záhrobský den zweiten Platz. Dazu gewann der die Europacup-Gesamtwertung, womit er einen Fixplatz in allen Weltcuprennen der Saison 2009/10 bekam.
Seinen ersten Einsatz im Weltcup hatte Scheiber am 21. Februar 2009 im Riesenslalom von Sestriere, fiel dort aber im ersten Lauf aus. Die ersten Weltcuppunkte erreichte er am 29. November 2009 beim Super-G in Lake Louise mit Platz 28. Nach einem Sturz zwei Wochen später beim Super-G in Val-d’Isère musste er vier Wochen pausieren. Bei seiner Rückkehr in den Weltcup verletzte er sich erneut. Am 15. Jänner 2010 zog er sich bei der Super-Kombinations-Abfahrt in Wengen einen Riss des Innenmeniskus im Knie zu und wurde operiert. Damit fiel er für die restliche Saison aus.
In der Saison 2010/11 nahm Scheiber an keinen Weltcuprennen teil. Neben FIS-Rennen kam er ausschließlich im Europacup zum Einsatz, wo er fünfmal unter die schnellsten zehn fuhr. Nach zwei Jahren im A-Kader des Österreichischen Skiverbandes (ÖSV) stieg er 2011 wieder in den B-Kader ab. In der Saison 2011/12 konnte sich Scheiber im Europacup wieder an der Spitze etablieren. Er gewann vier Super-G und eine Abfahrt, entschied die Gesamt- und Super-G-Wertungen für sich und wurde Zweiter in der Abfahrtswertung. Er kam nach den guten Europacupleistungen auch wieder zu drei Weltcupeinsätzen. Nach dem Winter stieg er vom B- wieder in den A-Kader auf.
Am 30. November 2012 erreichte Scheiber mit Platz 4 in der Abfahrt von Beaver Creek sein bestes Weltcupergebnis. Am 30. Mai 2016 verkündete Florian Scheiber via Facebook seinen Rücktritt vom aktiven Skirennsport.
Im Mai 2020 stieg Scheiber als Nachfolger von Roland Assinger zum Damen-Gruppentrainer der Trainingsgruppe „Weltcup Speed I“ und damit de facto zum Speed-Cheftrainer der österreichischen Damen-Weltcupmannschaft auf.

## Erfolge

### Weltcup
- 1 Platzierung unter den besten 10

### Weltcupwertungen
| Saison  | Gesamt | Gesamt | Abfahrt | Abfahrt | Super-G | Super-G | Kombination | Kombination |
| Saison  | Platz  | Punkte | Platz   | Punkte  | Platz   | Punkte  | Platz       | Punkte      |
| ------- | ------ | ------ | ------- | ------- | ------- | ------- | ----------- | ----------- |
| 2009/10 | 147.   | 4      | -       | -       | 53.     | 3       | 49.         | 1           |
| 2011/12 | 125.   | 9      | -       | -       | 51.     | 9       | -           | -           |
| 2012/13 | 53.    | 142    | 22.     | 102     | 25.     | 37      | 30.         | 3           |
| 2013/14 | 70.    | 72     | 29.     | 57      | 50.     | 4       | 29.         | 11          |
| 2014/15 | 122.   | 16     | 50.     | 14      | 57.     | 2       | -           | -           |

### Europacup
- Saison 2007/08: 3. Gesamtwertung, 5. Riesenslalomwertung
- Saison 2008/09: Gesamtsieger, 2. Super-G-Wertung
- Saison 2011/12: Gesamtsieger, 1. Super-G-Wertung, 2. Abfahrtswertung
- Saison 2014/15: 7. Super-G-Wertung
- 16 Podestplätze, davon 7 Siege:

| Datum            | Ort                     | Land       | Disziplin  |
| ---------------- | ----------------------- | ---------- | ---------- |
| 8. März 2008     | Bansko                  | Bulgarien  | Abfahrt    |
| 4. Dezember 2008 | Reiteralm               | Österreich | Super-G *  |
| 14. Jänner 2012  | Méribel                 | Frankreich | Super-G    |
| 1. Februar 2012  | Santa Caterina Valfurva | Italien    | Super-G    |
| 2. Februar 2012  | Santa Caterina Valfurva | Italien    | Super-G ** |
| 8. Februar 2012  | Sarntal                 | Italien    | Abfahrt    |
| 16. März 2012    | La Thuile               | Italien    | Super-G    |

* zeitgleich mit Petr Záhrobský 

** zeitgleich mit Gauthier de Tessières

### Juniorenweltmeisterschaften
- Maribor 2004: 26. Riesenslalom, 39. Abfahrt
- Bardonecchia 2005: 2. Riesenslalom, 3. Kombination, 12. Abfahrt, 12. Slalom, 21. Super-G
- Québec 2006: 9. Abfahrt, 10. Super-G, 13. Slalom
- Altenmarkt-Zauchensee/Flachau 2007: 12. Riesenslalom, 19. Super-G

### Weitere Erfolge
- Österreichischer Meister im Super-G 2008
- 2 Siege bei FIS-Rennen